# Stanislav Malina
Stanislav Malina (Brno, 24 april 1926 - Strakonice, 6 november 1964) was een motorcoureur uit Tsjecho-Slowakije.

## Carrière

### Kampioenschap van Tsjecho-Slowakije
Stanislav Malina werkte als monteur en testrijder bij CZ. In 1956 won hij een 175cc-race in Uherské Hradiště. In 1957 werd hij in het Tsjechisch 175cc-kampioenschap tweede achter František Bartoš. In 1959 werd hij Tsjechisch kampioen in de 125cc-klasse. In 1960 werd hij in het Tsjechische 250cc-kampioenschap achter František Šťastný. In 1963 werd hij Tsjechisch kampioen in de 125cc-klasse en de 250cc-klasse. In 1964 werd hij kampioen 125 cc en tweede in de 350cc-klasse achter Gustav Havel.

### Wereldkampioenschap
In het wereldkampioenschap wegrace kenden coureurs uit het Oostblok een aantal problemen, waardoor het scoren van punten niet makkelijk was. Op de eerste plaats was daar de beperkte uitreismogelijkheid sinds de oprichting van het IJzeren Gordijn. Dat werd nog moeilijker na de vlucht van balletdanser Roedolf Noerejev (17 juni 1961) en motorcoureur Ernst Degner (18 september 1961). Bovendien waren de 125- en 250cc-CZ's (ontwikkeld door Jaroslav Walter, de zoon van motorproducent Josef Walter) technisch wel hoogstaand, maar niet sterk genoeg om het op te nemen tegen de machines uit Japan. Een 125cc-CZ leverde begin jaren zestig ongeveer 24 pk, een Honda 2RC 146 leverde 28 pk en een Suzuki RT 64 A leverde 30 pk. De 250cc-CZ leverde ongeveer 30 pk, een Honda RC 164 leverde 48 pk en een Yamaha RD 56 leverde 45 pk. Ook de MZ-tweetaktmotoren, ontwikkeld door Walter Kaaden, waren sterker de CZ's. Daar kwam nog bij dat er in Tsjecho-Slowakije werd samengewerkt tussen Jawa en CZ, met verschillende hoofdingenieurs aan de leiding. Voor Malina was het dan ook niet makkelijk om WK-punten te scoren. Het lukte hem voor het eerst in de TT van Assen van 1962, toen hij zesde werd in de 125cc-race. Zijn enige podiumplaats scoorde hij in de GP des Nations van 1964. Hij werd daar derde achter Jim Redman en Bruce Beale. Het was zijn laatste WK-race. Het team van CZ reisde niet naar de GP van Japan, die op 1 november het seizoen afsloot. In plaats daarvan reed hij zijn laatste race in Olomouc waar hij achter Jawa-rijder Gustav Havel tweede werd.

### Overige internationale races
In 1962 won hij races in de Grand Prix van Hongarije, de Grand Prix van Oostenrijk en de Grand Prix van Estland.

## Overlijden
Stanislav Malina overleed op 6 november in Strakonice na een verkeersongeval met een motorfiets.

## Wereldkampioenschap wegrace resultaten
| Jaar | Klasse | Team | Motorfiets | 1     | 2      | 3     | 4       | 5     | 6     | 7     | 8     | 9       | 10    | 11     | 12    | Punten | Plaats | Overwinningen |                                           | Wereldkampioen |
| ---- | ------ | ---- | ---------- | ----- | ------ | ----- | ------- | ----- | ----- | ----- | ----- | ------- | ----- | ------ | ----- | ------ | ------ | ------------- | ----------------------------------------- | -------------- |
| 1959 | 250 cc | CZ   | CZ 250     |       | IOM -  | DUI - | NED DNF | BEL - | ZWE - | ULS - | NAT - |         |       |        |       | 0      | -      | 0             | Carlo Ubbiali, MV Agusta 250 Bicilindrica |                |
| 1961 | 125 cc | CZ   | CZ 125     | SPA - | DUI 10 | FRA - | IOM -   | NED - | BEL - | DDR - | ULS - | NAT -   | ZWE - | ARG -  |       | 0      | -      | 0             | Luigi Taveri, Honda 2RC 143/RC 144        |                |
| 1962 | 125 cc | CZ   | CZ 125     | SPA - | FRA -  | IOM 7 | NED 6   | BEL - | DUI - | ULS - | DDR - | NAT 9   | FIN - | ARG -  |       | 1      | 23e    | 0             | Luigi Taveri, Honda RC 145                |                |
| 1962 | 250 cc | CZ   | CZ 250     | SPA - | FRA -  | IOM - | NED -   | BEL - | DUI - | ULS - | DDR - | NAT DNF |       | ARG -  |       | 0      | -      | 0             | Jim Redman, Honda RC 163                  |                |
| 1963 | 125 cc | CZ   | CZ 125     | SPA - | DUI -  | FRA - | IOM -   | NED 8 | BEL - | ULS - | DDR - | FIN -   | NAT 6 | ARG -  | JAP - | 1      | 20e    | 0             | Hugh Anderson, Suzuki RT 63/RT 64         |                |
| 1963 | 250 cc | CZ   | CZ 250     | SPA - | DUI 6  | FRA - | IOM -   | NED 8 | BEL - | ULS - | DDR 6 |         | NAT 5 | ARG -  | JAP - | 4      | 13e    | 0             | Jim Redman, Honda RC 163                  |                |
| 1964 | 125 cc | CZ   | CZ 125     | VST - | SPA -  | FRA - | IOM 4   | NED - |       | DUI - | DDR - | ULS -   | FIN - | NAT -  | JAP - | 3      | 14e    | 0             | Luigi Taveri, Honda 2RC 146               |                |
| 1964 | 250 cc | CZ   | CZ 250     | VST - | SPA -  | FRA - | IOM 4   | NED - | BEL - | DUI - | DDR - | ULS -   |       | NAT 11 | JAP - | 3      | 18e    | 0             | Phil Read, Yamaha RD 56                   |                |
| 1964 | 350 cc | CZ   | CZ 350     |       |        |       | IOM -   | NED - |       | DUI - | DDR - | ULS -   | FIN - | NAT 3  | JAP - | 4      | 8e     | 0             | Jim Redman, Honda RC 172                  |                |